# Primera División 1929 (Spagna)
La Primera División 1929 è stata la 1ª edizione della massima serie del campionato spagnolo di calcio, disputato tra il 10 febbraio 1929 e il 23 giugno 1929 e concluso con la vittoria del Barcellona, al suo primo titolo.
Capocannoniere del torneo è stato Paco Bienzobas (Real Sociedad) con 14 reti.

## Stagione

### Formula
Per decidere promozioni e retrocessioni fu previsto uno spareggio tra l'ultima classificata del campionato e la vincitrice della Segunda División.

### Avvenimenti
La selezione dei club della prima edizione della Liga fu dibattuta per lunghissimo tempo, arrivando all'accordo di ammettere tutti i club ex campioni ed ex vicecampioni della Coppa del Re, competizione che fino ad allora aveva assunto l'arcaico nome di Campionato spagnolo. Essendo tuttavia tali squadre nel numero di nove, e concordando sull'ovvia opportunità di pervenire ad un lotto pari anziché dispari, si organizzò un torneo preliminare aperto a chiunque volesse pagare la tassa d'iscrizione. Tali qualificazioni, cui aderirono 10 squadre, iniziarono il giorno di natale e videro vincere in finale il Racing Santander sul Siviglia.
Il campionato si decise all'ultima giornata, quando il Barcellona approfittò di una sconfitta del Real Madrid per prendere il comando solitario della classifica.

## Squadre partecipanti
| Club             | Stagione | Città         | Stadio                          | Stagione precedente |
| ---------------- | -------- | ------------- | ------------------------------- | ------------------- |
| Arenas Getxo     | dettagli | Getxo         | Ibaiondo                        | -                   |
| Athletic Bilbao  | dettagli | Bilbao        | San Mamés                       | -                   |
| Athlétic Madrid  | dettagli | Madrid        | Estadio Metropolitano de Madrid | -                   |
| Barcellona       | dettagli | Barcellona    | Camp de Les Corts               | -                   |
| Español          | dettagli | Barcellona    | Stadio di Sarriá                | -                   |
| CD Europa        | dettagli | Barcellona    | Camp del Guinardó               | -                   |
| Racing Santander | dettagli | Santander     | Estadio El Sardinero            | -                   |
| Real Madrid      | dettagli | Madrid        | Stadio di Chamartín             | -                   |
| Real Sociedad    | dettagli | San Sebastián | Estadio de Atocha               | -                   |
| Real Unión       | dettagli | Irún          | Stadium Gal                     | -                   |

## Classifica finale
|  | Pos. | Squadra          | Pt | G  | V  | N | P  | GF | GS | DR  |
|  | ---- | ---------------- | -- | -- | -- | - | -- | -- | -- | --- |
|  | 1.   | Barcellona       | 25 | 18 | 11 | 3 | 4  | 37 | 23 | +14 |
|  | 2.   | Real Madrid      | 23 | 18 | 11 | 1 | 6  | 40 | 27 | +13 |
|  | 3.   | Athletic Bilbao  | 20 | 18 | 8  | 4 | 6  | 43 | 33 | +10 |
|  | 4.   | Real Sociedad    | 20 | 18 | 8  | 4 | 6  | 46 | 41 | +5  |
|  | 5.   | Arenas Getxo     | 19 | 18 | 8  | 3 | 7  | 32 | 39 | -7  |
|  | 6.   | Athlétic Madrid  | 18 | 18 | 8  | 2 | 8  | 43 | 41 | +2  |
|  | 7.   | Español          | 18 | 18 | 7  | 4 | 7  | 32 | 38 | -6  |
|  | 8.   | CD Europa        | 16 | 18 | 6  | 4 | 8  | 45 | 49 | -4  |
|  | 9.   | Real Unión       | 12 | 18 | 5  | 2 | 11 | 40 | 42 | -2  |
|  | 10.  | Racing Santander | 9  | 18 | 3  | 3 | 12 | 25 | 50 | -25 |

Legenda:
      Campione di Spagna.
  Partecipa allo spareggio per rimanere in Primera División
Regolamento:
Due punti a vittoria, uno a pareggio, zero a sconfitta.

## Risultati

### Tabellone
|                  | ARE  | ATB  | ATM  | BAR  | ESP  | EUR  | RAC  | RMA  | RSO  | RUN  |
| ---------------- | ---- | ---- | ---- | ---- | ---- | ---- | ---- | ---- | ---- | ---- |
| Arenas Getxo     | –––– | 1-0  | 2-3  | 0-2  | 3-0  | 2-2  | 2-1  | 3-2  | 3-0  | 1-1  |
| Athletic Bilbao  | 2-3  | –––– | 3-3  | 5-1  | 9-0  | 2-0  | 0-0  | 2-0  | 4-2  | 2-1  |
| Athlétic Madrid  | 1-2  | 2-3  | –––– | 4-1  | 7-1  | 5-4  | 4-0  | 0-3  | 0-3  | 3-1  |
| Barcelona        | 2-2  | 3-0  | 4-0  | –––– | 1-0  | 5-2  | 5-1  | 1-2  | 1-0  | 4-1  |
| Español          | 1-2  | 4-1  | 3-2  | 1-1  | –––– | 3-1  | 3-0  | 4-0  | 1-1  | 3-2  |
| CD Europa        | 5-2  | 1-1  | 4-1  | 1-1  | 0-3  | –––– | 4-1  | 5-2  | 4-3  | 3-3  |
| Racing Santander | 5-1  | 0-4  | 1-2  | 0-2  | 1-1  | 3-2  | –––– | 1-3  | 6-1  | 1-3  |
| Real Madrid      | 2-0  | 5-1  | 2-1  | 0-1  | 2-0  | 5-0  | 2-2  | –––– | 2-1  | 2-0  |
| Real Sociedad    | 3-2  | 1-1  | 3-3  | 3-0  | 1-1  | 5-4  | 8-1  | 5-4  | –––– | 3-2  |
| Real Unión       | 7-1  | 6-3  | 1-2  | 1-2  | 4-3  | 2-3  | 3-1  | 0-2  | 2-3  | –––– |

### Calendario
| andata (1ª) | andata (1ª) | Prima giornata                | ritorno (10ª) | ritorno (10ª) |
|             |             |                               |               |               |
| 10 feb.     | 2-3         | Arenas Getxo-Athlétic Madrid  | 2-1           | 28 apr.       |
| 10 feb.     | 3-2         | Español-Real Unión            | 3-4           | 28 apr.       |
| 12 feb.     | 0-2         | Racing Santander-Barcelona    | 1-5           | 28 apr.       |
| 10 feb.     | 5-0         | Real Madrid-CD Europa         | 2-5           | 28 apr.       |
| 10 feb.     | 1-1         | Real Sociedad-Athletic Bilbao | 2-4           | 28 apr.       |

| andata (2ª) | andata (2ª) | Seconda giornata              | ritorno (11ª) | ritorno (11ª) |
|             |             |                               |               |               |
| 17 feb.     | 9-0         | Athletic Bilbao-Español       | 1-4           | 5 mag.        |
| 17 feb.     | 0-3         | Athlétic Madrid-Real Sociedad | 3-3           | 9 mag.        |
| 17 feb.     | 1-2         | Barcelona-Real Madrid         | 1-0           | 9 mag.        |
| 17 feb.     | 5-2         | CD Europa-Arenas Getxo        | 2-2           | 5 mag.        |
| 17 feb.     | 3-1         | Real Unión-Racing Santander   | 3-1           | 5 mag.        |

| andata (1ª) | andata (1ª) | Prima giornata                | ritorno (10ª) | ritorno (10ª) |
|             |             |                               |               |               |
| 10 feb.     | 2-3         | Arenas Getxo-Athlétic Madrid  | 2-1           | 28 apr.       |
| 10 feb.     | 3-2         | Español-Real Unión            | 3-4           | 28 apr.       |
| 12 feb.     | 0-2         | Racing Santander-Barcelona    | 1-5           | 28 apr.       |
| 10 feb.     | 5-0         | Real Madrid-CD Europa         | 2-5           | 28 apr.       |
| 10 feb.     | 1-1         | Real Sociedad-Athletic Bilbao | 2-4           | 28 apr.       |

| andata (2ª) | andata (2ª) | Seconda giornata              | ritorno (11ª) | ritorno (11ª) |
|             |             |                               |               |               |
| 17 feb.     | 9-0         | Athletic Bilbao-Español       | 1-4           | 5 mag.        |
| 17 feb.     | 0-3         | Athlétic Madrid-Real Sociedad | 3-3           | 9 mag.        |
| 17 feb.     | 1-2         | Barcelona-Real Madrid         | 1-0           | 9 mag.        |
| 17 feb.     | 5-2         | CD Europa-Arenas Getxo        | 2-2           | 5 mag.        |
| 17 feb.     | 3-1         | Real Unión-Racing Santander   | 3-1           | 5 mag.        |

| andata (3ª) | andata (3ª) | Terza giornata                   | ritorno (12ª) | ritorno (12ª) |
|             |             |                                  |               |               |
| 24 feb.     | 1-1         | Arenas Getxo-Real Unión          | 1-7           | 12 mag.       |
| 24 feb.     | 3-1         | Español-CD Europa                | 0-3           | 12 mag.       |
| 24 feb.     | 0-4         | Racing Santander-Athletic Bilbao | 0-0           | 12 mag.       |
| 24 feb.     | 2-1         | Real Madrid-Athlétic Madrid      | 0-3           | 30 mag.       |
| 24 feb.     | 3-0         | Real Sociedad-Barcelona          | 0-1           | 12 mag.       |

| andata (4ª) | andata (4ª) | Quarta giornata            | ritorno (13ª) | ritorno (13ª) |
|             |             |                            |               |               |
| 3 mar.      | 2-0         | Athletic Bilbao-CD Europa  | 1-1           | 19 mag.       |
| 3 mar.      | 2-2         | Barcelona-Arenas Getxo     | 2-0           | 19 mag.       |
| 3 mar.      | 3-0         | Español-Racing Santander   | 1-1           | 19 mag.       |
| 3 mar.      | 2-1         | Real Madrid-Real Sociedad  | 4-5           | 19 mag.       |
| 3 mar.      | 1-2         | Real Unión-Athlétic Madrid | 1-3           | 19 mag.       |

| andata (3ª) | andata (3ª) | Terza giornata                   | ritorno (12ª) | ritorno (12ª) |
|             |             |                                  |               |               |
| 24 feb.     | 1-1         | Arenas Getxo-Real Unión          | 1-7           | 12 mag.       |
| 24 feb.     | 3-1         | Español-CD Europa                | 0-3           | 12 mag.       |
| 24 feb.     | 0-4         | Racing Santander-Athletic Bilbao | 0-0           | 12 mag.       |
| 24 feb.     | 2-1         | Real Madrid-Athlétic Madrid      | 0-3           | 30 mag.       |
| 24 feb.     | 3-0         | Real Sociedad-Barcelona          | 0-1           | 12 mag.       |

| andata (4ª) | andata (4ª) | Quarta giornata            | ritorno (13ª) | ritorno (13ª) |
|             |             |                            |               |               |
| 3 mar.      | 2-0         | Athletic Bilbao-CD Europa  | 1-1           | 19 mag.       |
| 3 mar.      | 2-2         | Barcelona-Arenas Getxo     | 2-0           | 19 mag.       |
| 3 mar.      | 3-0         | Español-Racing Santander   | 1-1           | 19 mag.       |
| 3 mar.      | 2-1         | Real Madrid-Real Sociedad  | 4-5           | 19 mag.       |
| 3 mar.      | 1-2         | Real Unión-Athlétic Madrid | 1-3           | 19 mag.       |

| andata (5ª) | andata (5ª) | Quinta giornata              | ritorno (14ª) | ritorno (14ª) |
|             |             |                              |               |               |
| 10 mar.     | 1-0         | Arenas Getxo-Athletic Bilbao | 3-2           | 26 mag.       |
| 10 mar.     | 4-1         | Athlétic Madrid-Barcelona    | 0-4           | 26 mag.       |
| 10 mar.     | 3-3         | CD Europa-Real Unión         | 3-2           | 26 mag.       |
| 10 mar.     | 1-3         | Racing Santander-Real Madrid | 2-2           | 26 mag.       |
| 10 mar.     | 1-1         | Real Sociedad-Español        | 1-1           | 26 mag.       |

| andata (6ª) | andata (6ª) | Sesta giornata                   | ritorno (15ª) | ritorno (15ª) |
|             |             |                                  |               |               |
| 24 mar.     | 3-0         | Arenas Getxo-Real Sociedad       | 2-3           | 2 giu.        |
| 24 mar.     | 4-0         | Athlétic Madrid-Racing Santander | 2-1           | 2 giu.        |
| 24 mar.     | 4-0         | Español-Real Madrid              | 0-2           | 2 giu.        |
| 24 mar.     | 5-2         | Barcelona-CD Europa              | 1-1           | 2 giu.        |
| 24 mar.     | 6-3         | Real Unión-Athletic Bilbao       | 1-2           | 2 giu.        |

| andata (5ª) | andata (5ª) | Quinta giornata              | ritorno (14ª) | ritorno (14ª) |
|             |             |                              |               |               |
| 10 mar.     | 1-0         | Arenas Getxo-Athletic Bilbao | 3-2           | 26 mag.       |
| 10 mar.     | 4-1         | Athlétic Madrid-Barcelona    | 0-4           | 26 mag.       |
| 10 mar.     | 3-3         | CD Europa-Real Unión         | 3-2           | 26 mag.       |
| 10 mar.     | 1-3         | Racing Santander-Real Madrid | 2-2           | 26 mag.       |
| 10 mar.     | 1-1         | Real Sociedad-Español        | 1-1           | 26 mag.       |

| andata (6ª) | andata (6ª) | Sesta giornata                   | ritorno (15ª) | ritorno (15ª) |
|             |             |                                  |               |               |
| 24 mar.     | 3-0         | Arenas Getxo-Real Sociedad       | 2-3           | 2 giu.        |
| 24 mar.     | 4-0         | Athlétic Madrid-Racing Santander | 2-1           | 2 giu.        |
| 24 mar.     | 4-0         | Español-Real Madrid              | 0-2           | 2 giu.        |
| 24 mar.     | 5-2         | Barcelona-CD Europa              | 1-1           | 2 giu.        |
| 24 mar.     | 6-3         | Real Unión-Athletic Bilbao       | 1-2           | 2 giu.        |

| andata (7ª) | andata (7ª) | Settima giornata               | ritorno (16ª) | ritorno (16ª) |
|             |             |                                |               |               |
| 31 mar.     | 5-1         | Athletic Bilbao-Barcelona      | 0-3           | 20 apr.       |
| 31 mar.     | 4-1         | CD Europa-Athlétic Madrid      | 4-5           | 20 apr.       |
| 31 mar.     | 1-2         | Español-Arenas Getxo           | 0-3           | 20 apr.       |
| 31 mar.     | 2-0         | Real Madrid-Real Unión         | 2-0           | 20 apr.       |
| 31 mar.     | 8-1         | Real Sociedad-Racing Santander | 1-6           | 20 apr.       |

| andata (8ª) | andata (8ª) | Ottava giornata                 | ritorno (17ª) | ritorno (17ª) |
|             |             |                                 |               |               |
| 7 apr.      | 3-2         | Arenas Getxo-Real Madrid        | 0-2           | 16 giu.       |
| 7 apr.      | 2-3         | Athlétic Madrid-Athletic Bilbao | 3-3           | 16 giu.       |
| 7 apr.      | 1-0         | Barcelona-Español               | 1-1           | 16 giu.       |
| 7 apr.      | 3-2         | Racing Santander-CD Europa      | 1-4           | 16 giu.       |
| 7 apr.      | 2-3         | Real Unión-Real Sociedad        | 2-3           | 16 giu.       |

| andata (7ª) | andata (7ª) | Settima giornata               | ritorno (16ª) | ritorno (16ª) |
|             |             |                                |               |               |
| 31 mar.     | 5-1         | Athletic Bilbao-Barcelona      | 0-3           | 20 apr.       |
| 31 mar.     | 4-1         | CD Europa-Athlétic Madrid      | 4-5           | 20 apr.       |
| 31 mar.     | 1-2         | Español-Arenas Getxo           | 0-3           | 20 apr.       |
| 31 mar.     | 2-0         | Real Madrid-Real Unión         | 2-0           | 20 apr.       |
| 31 mar.     | 8-1         | Real Sociedad-Racing Santander | 1-6           | 20 apr.       |

| andata (8ª) | andata (8ª) | Ottava giornata                 | ritorno (17ª) | ritorno (17ª) |
|             |             |                                 |               |               |
| 7 apr.      | 3-2         | Arenas Getxo-Real Madrid        | 0-2           | 16 giu.       |
| 7 apr.      | 2-3         | Athlétic Madrid-Athletic Bilbao | 3-3           | 16 giu.       |
| 7 apr.      | 1-0         | Barcelona-Español               | 1-1           | 16 giu.       |
| 7 apr.      | 3-2         | Racing Santander-CD Europa      | 1-4           | 16 giu.       |
| 7 apr.      | 2-3         | Real Unión-Real Sociedad        | 2-3           | 16 giu.       |

| \| andata (9ª) \| andata (9ª) \| Nona giornata \| ritorno (18ª) \| ritorno (18ª) \| \| \| \| \| \| \| \| 24 apr. \| 2-1 \| Arenas Getxo-Racing Santander \| 1-5 \| 23 giu. \| \| 24 apr. \| 3-2 \| Español-Athlétic Madrid \| 1-7 \| 23 giu. \| \| 24 apr. \| 4-3 \| CD Europa-Real Sociedad \| 4-5 \| 23 giu. \| \| 24 apr. \| 5-1 \| Real Madrid-Athletic Bilbao \| 0-2 \| 23 giu. \| \| 24 apr. \| 1-2 \| Real Unión-Barcelona \| 1-4 \| 23 giu. \| |             |                               |               |               |
| andata (9ª) | andata (9ª) | Nona giornata                 | ritorno (18ª) | ritorno (18ª) |
| |             |                               |               |               |
| 24 apr. | 2-1         | Arenas Getxo-Racing Santander | 1-5           | 23 giu.       |
| 24 apr. | 3-2         | Español-Athlétic Madrid       | 1-7           | 23 giu.       |
| 24 apr. | 4-3         | CD Europa-Real Sociedad       | 4-5           | 23 giu.       |
| 24 apr. | 5-1         | Real Madrid-Athletic Bilbao   | 0-2           | 23 giu.       |
| 24 apr. | 1-2         | Real Unión-Barcelona          | 1-4           | 23 giu.       |

| andata (9ª) | andata (9ª) | Nona giornata                 | ritorno (18ª) | ritorno (18ª) |
|             |             |                               |               |               |
| 24 apr.     | 2-1         | Arenas Getxo-Racing Santander | 1-5           | 23 giu.       |
| 24 apr.     | 3-2         | Español-Athlétic Madrid       | 1-7           | 23 giu.       |
| 24 apr.     | 4-3         | CD Europa-Real Sociedad       | 4-5           | 23 giu.       |
| 24 apr.     | 5-1         | Real Madrid-Athletic Bilbao   | 0-2           | 23 giu.       |
| 24 apr.     | 1-2         | Real Unión-Barcelona          | 1-4           | 23 giu.       |

## Spareggio
|                  | Risultati |                  | Luogo e data              |
| ---------------- | --------- | ---------------- | ------------------------- |
| Siviglia         | 2-1       | Racing Santander | Siviglia, 7 luglio 1929   |
| Racing Santander | 2-0       | Siviglia         | Santander, 14 luglio 1929 |
|                  |           |                  |                           |

## Statistiche

### Squadre

#### Capoliste solitarie
|    | ——          | ——          | ——          | ——          | ——          | ——          | ——          | ——          | ——  | ——  | ——  | ——         | ——         | ——         | ——         | ——  | ——  | —— |  |
|    | Real Madrid | Real Madrid | Real Madrid | Real Madrid | Real Madrid | Real Madrid | Real Madrid | Real Madrid |     | Are | RMa | Barcellona | Barcellona | Barcellona | Barcellona |     | Bar |    |  |
|    |             |             |             |             |             |             |             |             |     |     |     |            |            |            |            |     |     |    |  |
|    |             |             |             |             |             |             |             |             |     |     |     |            |            |            |            |     |     |    |  |
| 1ª | 2ª          | 3ª          | 4ª          | 5ª          | 6ª          | 7ª          | 8ª          | 9ª          | 10ª | 11ª | 12ª | 13ª        | 14ª        | 15ª        | 16ª        | 17ª | 18ª |    |  |

#### Primati stagionali
- Maggior numero di vittorie: Barcellona, Real Madrid (11)
- Minor numero di sconfitte: Barcellona (4)
- Migliore attacco: Real Sociedad (46 reti segnate)
- Miglior difesa: Barcellona (23 reti subite)
- Miglior differenza reti: Barcellona (+14)
- Maggior numero di pareggi: Athletic Bilbao, Real Sociedad, Español, CD Europa (4)
- Minor numero di pareggi: Real Madrid (1)
- Maggior numero di sconfitte: Racing Santander (12)
- Minor numero di vittorie: Racing Santander (3)
- Peggior attacco: Racing Santander (25 reti segnate)
- Peggior difesa: Racing Santander (50 reti subite)
- Peggior differenza reti: Racing Santander (-25)

### Individuali

#### Classifica marcatori
| Gol |  |  | Giocatore          | Squadra         |
| --- |  |  | ------------------ | --------------- |
| 14  |  |  | Paco Bienzobas     | Real Sociedad   |
| 12  |  |  | Ramón de la Fuente | Athletic Bilbao |
| 12  |  |  | Luis Regueiro      | CD Europa       |
| 12  |  |  | Gaspar Rubio       | Real Madrid     |